# Colbeck-Becken
Koordinaten: 77° 0′ S, 159° 30′ W
Das Colbeck-Becken ist ein kleines Seebecken vor dem östlichen Rand des Ross-Schelfeises im antarktischen Rossmeer.
Die vom Advisory Committee on Undersea Features (ACUF) im August 1988 anerkannte Benennung erfolgte in Anlehnung an diejenige des Kap Colbeck. Dessen Namensgeber ist William Colbeck (1871–1930), Kommandant des Rettungsschiffs Morning bei der Discovery-Expedition (1901–1904) unter der Leitung des britischen Polarforschers Robert Falcon Scott.